# Jämtland
Jämtland je pokrajina u Švedskoj i ima 112 710 stanovnika. Glavni grad se zove Östersund i najveće jezero je Storsjön.

## Galerija slika
- Hällingsåfallet
- Jezero Ånnsjön
- Jämtland ljeti
- Jämtland zimi
- Crkva u Hågsjöju
- Jezero Blanktjärnarna
- Ristafallet
- Crkva u Frösöju